# Campionato di football americano del Territorio di Krasnodar 2018
Il campionato di football americano del Territorio di Krasnodar 2018 è la 1ª edizione del campionato di football americano di primo livello .

## Squadre partecipanti
| Club                  | Città        | Stadio | Sponsor ufficiale |
| --------------------- | ------------ | ------ | ----------------- |
| Armavir Arkhangels    | Armavir      |        |                   |
| Krasnodar Bisons      | Krasnodar    |        |                   |
| Novorossiysk Admirals | Novorossijsk |        |                   |
| Volgograd Stalingrad  | Volgograd    |        |                   |

## Stagione regolare

### Calendario

#### Preliminari
| Volžskij 24 febbraio 2018 | Volgograd Stalingrad | 6 – 50 (0-14 0-16 0-20 6-0) referto | Krasnodar Bisons | Stadion im. Loginova |

| Prikubanskiy 4 marzo 2018 | Armavir Arkhangels | 6 – 20 (0-0 0-7 6-7 0-6) referto | Novorossiysk Admirals |  |

#### Semifinali
| Krasnodar 14 aprile 2018 | Krasnodar Bisons | 78 – 0 referto | Armavir Arkhangels | Stadio Kuban' |

| Krasnodar 14 aprile 2018 | Novorossiysk Admirals | 26 – 6 referto | Volgograd Stalingrad | Stadio Kuban' |

#### I Finale
| Krasnodar 15 aprile 2018 | Krasnodar Bisons | 0 – 16 (0-7 0-3 0-6 0-0) referto | Novorossiysk Admirals | Stadio Kuban' |

## Verdetti
- Novorossiysk Admirals Campioni del Territorio di Krasnodar 2018